# Alex Shigo
Alex L. Shigo (8 mai 1930 – 6 octobre 2006) est un biologiste et phytopathologiste du Service des forêts des États-Unis dont les études sur la décomposition des arbres a conduit à de nombreuses améliorations des pratiques standard en  arboriculture. 
Il a voyagé et donné de nombreuses conférences pour promouvoir la compréhension de la biologie des arbres parmi les arboriculteurs et forestiers. Son grand corpus de recherche sert désormais de fondements pour les recherches en biologie des arbres.

## Biographie
Alex Shigo est né à Duquesne en Pennsylvanie.
Il a servi en tant que clarinettiste dans la fanfare de l'United States Air Force à Washington D. C. pendant quatre ans au cours de la guerre de Corée. 
Après son service, il obtient un baccalauréat universitaire en sciences biologiques au Waynesburg College en Pennsylvanie, puis un doctorat en phytopathologie à l'université de Virginie-Occidentale en 1960,.
Il rejoint ensuite le Service des forêts des États-Unis en tant que phytopathologiste forestier. Il y servit comme expert scientifique en chef pendant 25 ans et a pris sa retraite en 1985.
Alex Shigo est connu pour son style digressif et philosophique aussi bien à l'écrit qu'à l'oral, et pour l'expression, « touch trees » (arbres tactiles), qui est la marque personnelle avec laquelle il dédicaçait ses livres.

## Recherches
- Compartmentalization of Decay in Trees ou CODIT (Compartimentation de la pourriture dans les arbres).
- Son ouvrage A New Tree Biology comportant 200 références scientifiques et un lexique de 132 pages, « bouleverse toutes les techniques de soins aux arbres[4] ».

## Publications
Alex Shigo a publié plus de 270 publications, dont de nombreux articles scientifiques, des livres, des brochures, des CD et des DVD.

## Œuvres principales
- A New Tree Biology and Dictionary
- Modern Arboriculture - Touch Trees
- Tree Anatomy